# Revue d'Action française
Pour les articles homonymes, voir Action française (homonymie).
La Revue d'Action française nommée parfois la Revue d'AF ou le petit-gris du fait de sa couverture de couleur grise, est l’ancêtre de L'Action française. Il s'agit d'une revue bimensuelle française fondée par Henri Vaugeois et Maurice Pujo en 1899 au premier étage du Café de Flore dans le 6e arrondissement de Paris. Sa direction est à la seule charge de Henri Vaugeois. Pour l'historien Laurent Joly, avant sa mutation en quotidien, la revue bimensuelle constitue l'outil d'une association d’intellectuels pour diffuser ses mots d'ordre. En avril 1908, après une « subversion monarchiste », elle passe sous la direction de Charles Maurras et devient un quotidien sous le titre abrégé de L'Action française.
Au départ, le slogan de la revue est « Réaction d'abord » (Vaugeois) mais sous l'influence de Maurras et son Enquête sur la monarchie, le mensuel devient l'organe du nationalisme intégral et défend la restauration monarchique.
La Revue d'Action française fédère de nombreux royalistes, dispersés notamment depuis la suite d’échecs du comte de Paris à parvenir sur le trône puis à restaurer la monarchie. Elle joue un rôle important dans l'affaire Dreyfus en étant l'un des principaux protagonistes de l'antidreyfusisme, de l'antisémitisme et de la revanche ; elle constitue un bastion influent de la droite nationaliste à la fin du XIXe siècle.[réf. nécessaire]
Pour l’historien Jacques Prévotat, la naissance de la revue s'accompagne d'une stratégie de conquête qui préparera la naissance la ligue en 1905 puis des sections de l'AF en 1907 - 1908. Aussi, au cours de l'affaire Dreyfus, la revue joue un rôle de vulgarisation et publie des études techniques comme arme « dans la bataille menée contre Dreyfus »[pertinence contestée].
La revue de Vaugeois obtient l'appui de nombreuses personnalités de l'époque : Maurice Barrès, Paul Bourget, Jules Lemaître, Léon Daudet, etc. Son histoire se poursuit à partir de 1908 avec le lancement du quotidien L'Action française (sous-titré « Organe du nationalisme intégral »), sous la direction de Charles Maurras. Ses contributeurs poursuivront leur critique violente de la politique républicaine et de la démocratie, entamée par Vaugeois et Pujo.

## Principaux collaborateurs
- Bernard de Vesins, Charles Maurras,
- Eugène de Lur-Saluces, Edmond de Mandat-Grancey, Eugène-Melchior de Vogüé,
- Frédéric Amouretti,
- Henry Bordeaux, Henri Dutrait-Crozon, Henry Gauthier-Villars, Henri Vaugeois,
- Jacques Bainville, Jules Arren, Jules Caplain-Cortambert, Jules de Gaultier,
- Léon Daudet, Léon de Montesquiou, Louis Dimier, Lucien Moreau,
- Marie de Roux, Maurice Barrès, Maurice Pujo,
- Paul Bourget.

## Activités éditoriales liées à la revue
- Publications du « Bureau de l'Action française ».
- Nouvelle Librairie nationale (dir. Georges Valois).